# لورينزو ريسبيغي

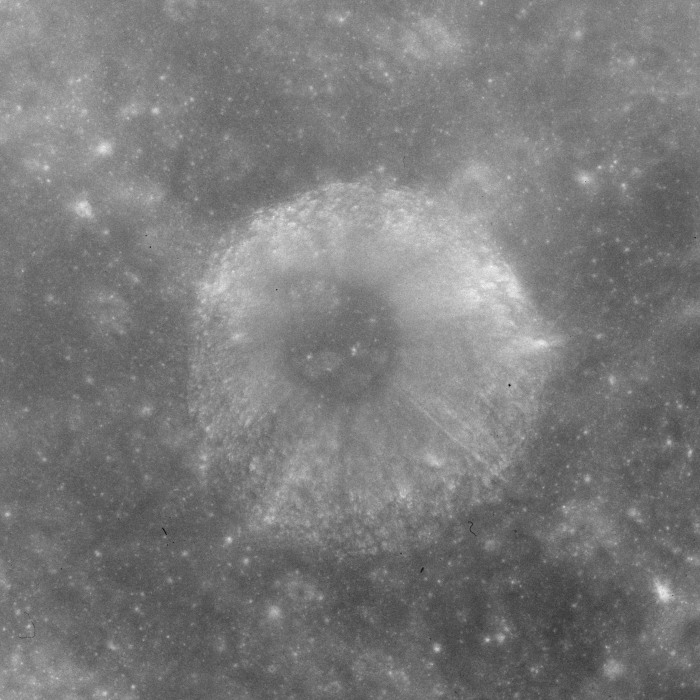
فوهة ريسبيجي من بعثة أبولو 15

لورينزو ريسبجيي (7 أكتوبر 1824- 10 ديسمبر 1889) عالم رياضيات، فيلسوف طبيعي إيطالي. سميت فوهة ريسبيجي على سطح القمر على إسمه تخليدا له وتكريما له على مجمل أعمالة.

## السيرة الذاتية

### النشأة والتعليم
ولد في كورتيمادجوري، مقاطعة بياتشنزا بإقليم إميليا رومانيا، إيطاليا. والداه هم لوجي ريسبيجي وجوسفينا روسيتا. درس الرياضيات والفلسفة الطبيعية أولا في بارما ثم في جامعة بولونيا، والتي حصل منها على درجة فخرية عام 1845.
في الفترة ما بين عام 1855 إلى عام 1864، شغل منصب مدير مرصد بولونيا الفضائي. إكتشف خلال تلك الفترة ثلاث مذنبات وهم #1862 IV، #1863، #1863 V. في عام 1865 رشح لمنصب مدير مرصد كابيتولين الفضائي في العاصمة روما.

## التكريم
تم تمسيه فوهة ريسبيجي على سطح القمر على إسمه تكريما له على مجمل أعماله وتخليدا لذكراه.

## وصلات خارجية
- لورينزو ريسغبي
- دور ريسيبغي في تطوير الرياضيات